# Albert Abendschein
Albert Abendschein (New York, 13 febbraio 1860 – New York, 1914) è stato un pittore statunitense.

## Biografia
Dopo gli studi d'arte a New York, completò la sua formazione a Monaco di Baviera e quindi in Italia. Tornato in patria, si specializzò come ritrattista e miniaturista. Espose nella sua città alla National Academy of Design, oltre che a Filadelfia e a Saint Louis.